# Ploma d'aigua
|  | Aquest article tracta sobre la unitat de mesura de cabals. Vegeu-ne altres significats a «Ploma (desambiguació)». |

La ploma, o també anomenada ploma d'aigua, és una unitat de mesura antiga de cabal hidràulic.
Molt utilitzada des d'antic al Principat de Catalunya, té diverses capacitats segons la comarca. Les plomes apareixen en nombrosa documentació, especialment en les descripcions dels drets d'aigua procedents de mines o séquies i que podien donar servei a cases particulars, finques o molins.
Originalment, a Catalunya, era una mesura expressada en porrons per dia, de la qual, posteriorment, se'n ha fet l'equivalència a litres per dia. Aquesta equivalència, però, ha estat sovint dificultosa, ja que el càlcul del rendiment i capacitats, dels patrons que s'han conservat fins als nostres dies, no és gens senzill.

## Història
La ploma d'aigua sembla que tindria el seu origen en època romana. Hi ha un petit tractat, escrit per Sext Juli Frontí (c. 35 – 104 dC) durant els regnats dels emperadors Nerva i Trajà, que ens explica com es distribuïa l'aigua, que aportaven diversos aqüeductes, a la ciutat de Roma. Aquest personatge va ser anomenat “curator aquarum” l'any 97 dC i fruit del seu treball escrigué “Aequeductibus Urbis Romae” on descriu els nou aqüeductes que portaven l'aigua a la ciutat, la quantitat que aportava cada un i com aquesta era distribuïda a les fonts, serveis públics, camps i particulars. També ens hi descriu les diverses canonades amb els diàmetres corresponents i el cabal d'aigua que dona cada tub. Així mateix ens hi descriu la “quinària” que és la ploma romana. Aquesta, Ròmul Gavarró, ens la fa equivalent a 40.600 litres al dia.
Durant les èpoques medieval i moderna cada ciutat, o comarca, adoptà una mesura de ploma diferent. Encara que, segons ens diu Ròmul Gavarró en el pròleg de la traducció del llibre de Frontí, algunes d'aquestes plomes podrien derivar de la ploma romana. La varietat de les diferents plomes catalanes ha induït molts cops a la confusió en fer les equivalències al sistema mètric actual i encara més si tenim en compte que moltes vegades en la documentació antiga no se'ns especifica de quina ploma s'està parlant.

## Algunes equivalències, aproximades, de plomes
- PLOMA ROMANA (QUINÀRIA): 40.600 l/dia
- PLOMES DE MATARÓ:
Ploma d'oca: 13.705 l/dia
Any 1771: 7.508 l/dia
Any 1817: 8.664 l/dia
Any 1820: 8.440 l/dia
- PLOMA DE TARRAGONA: 3.279 l/dia
- PLOMA DE REUS i VALLS: 2.450 l/dia
- PLOMA DE BARCELONA I GIRONA: 2.200 l/dia
- PLOMA DE LLEIDA: 2.160 l/dia
- PLOMA DE PARÍS: 2.378 l/dia

## Aparells de mesura

### Plomers
Per tal de mesurar les plomes, o aforar cabals d'aigua petits, s'idearen uns aparells que s'anomenen plomers. Aquests tenen la forma de petites galledes amb nansa i habitualment són fets de llauna. A la seva base tenen diversos forats calibrats seguint el patró de ploma que s'hagi establert. Aquests forats s'anomenen daus o galets. A la part alta tenen un altre forat que actua com a sobreeixidor.
Per a aforar un cabal d'aigua es tapen tots els forats de la base fins que el plomer s'omple. Llavors es van destapant forats fins que s'equilibra l'entrada d'aigua amb la sortida mantenint sempre el nivell de l'aigua just per sota del sobreeixidor, sense que el plomer vessi però que tampoc es buidi.
Com que coneixem el valor de cada un dels forats que hem anat destapant, en plomes, només cal sumar-los per a saber el total d'aigua que estem aforant i obtenir així el nombre de plomes. Els plomers representen el patró oficial que serveix per a calibrar els repartidors d'aigua.
En el funcionament dels plomers hi actua no solament el calibre dels diversos daus o galets (forats) de la base sinó que també hi actua l'alçada de l'aigua. El calibre dels forats o galets ens deixa passar una quantitat d'aigua però l'alçada ens dona una pressió. Per tant, amb el mateix calibre tindrem més o menys cabal segons l'alçada de l'aigua dins del plomer. Així, per exemple, en el cas de la ploma de Mataró l'alçada de l'aigua dins del plomer estava establerta en tres quarts de pam. És a dir que des del centre del dau o galet fins al sobreeixidor del plomer hi havia d'haver una alçada de 0,75 pams.

### Daus, galets i galgues
Els daus, o també anomenats galets, són unes peces cilíndriques de bronze que obstrueixen parcialment el pas de l'aigua en el repartidor o en el plomer i només en deixen córrer una part a través d'un orifici, també cilíndric.
Les galgues, utilitzades en la distribució de l'aigua, són unes peces cilíndriques, d'un diàmetre determinat per les autoritats municipals, que serveixen per a calibrar o regular els orificis que han de tenir els daus o galets dels plomers i dels repartidors.
Tant els galets com les galgues eren verificades per les autoritats de la ciutat, on eren emeses, i marcades amb el seu segell per tal de donar-los oficialitat, ja que eren mesures emeses sota la seva responsabilitat. El funcionari encarregat dels pesos i mesures de les ciutats era anomenat mostassà o mostassaf i era el dipositari dels patrons de totes les mesures.

### Repartidors
Els repartidors són uns aparells que serveixen per a dividir raigs d'aigua. El raig d'aigua que es vol dividir s'hi introdueix per la part superior i surt pels diversos forats calibrats que té en una de les seves cares. El calibre de cada forat es fa amb els daus que aforen una quantitat de plomes determinada. La seva aparença i funcionament és molt similar a la dels plomers però, mentre que els plomers són mòbils i transportables, els repartidors estan instal·lats permanentment, de manera fixa, en els pilars repartidors o torres d'aigua. Els petits, més habituals, són fets de llauna o planxa de plom mentre que els més grans poden ser fets d'obra.

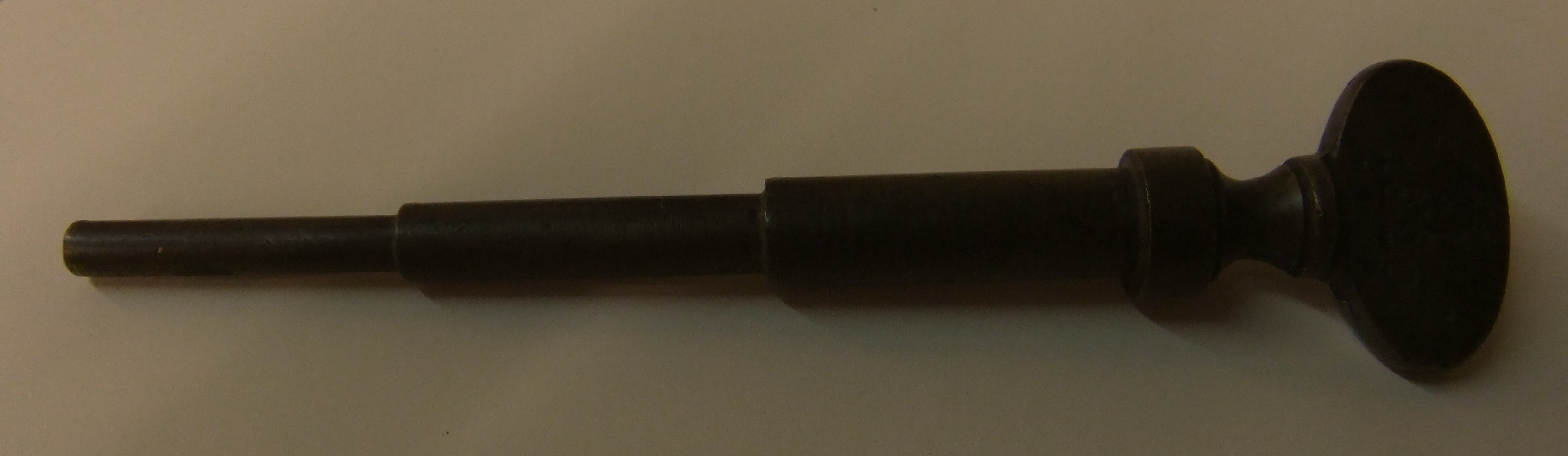
Galga oficial del patró de la ploma de Mataró de l'any 1820, conservada al Museu de la Mina Vella de Vilassar de Mar.
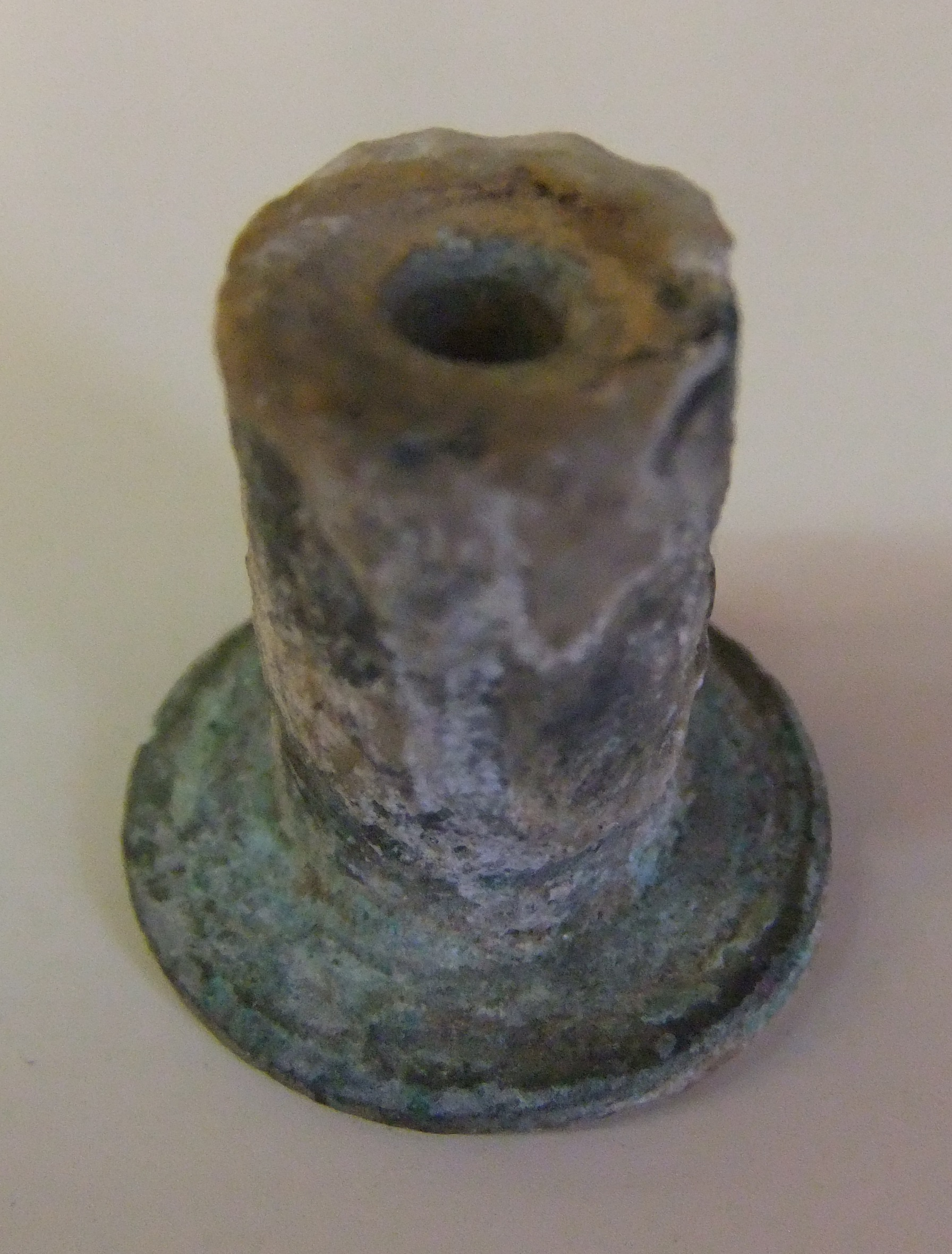
Galet o dau utilitzat en la mesura de les plomes de Mataró, conservat al Museu de la Mina Vella de Vilassar de Mar.
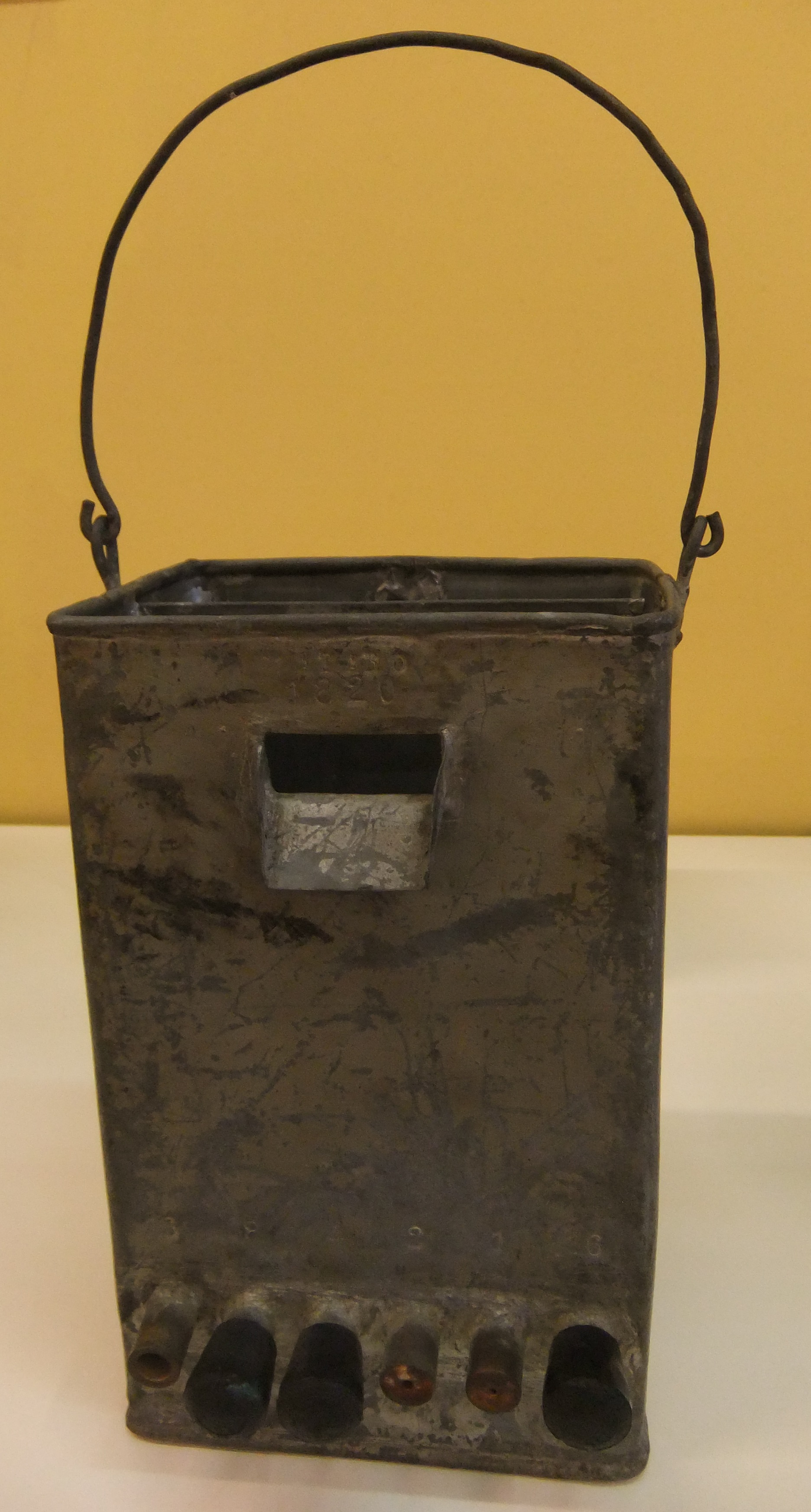
Plomer per mesurar la ploma de Mataró de l'any 1820, conservat al Museu de la Mina Vella de Vilassar de Mar.
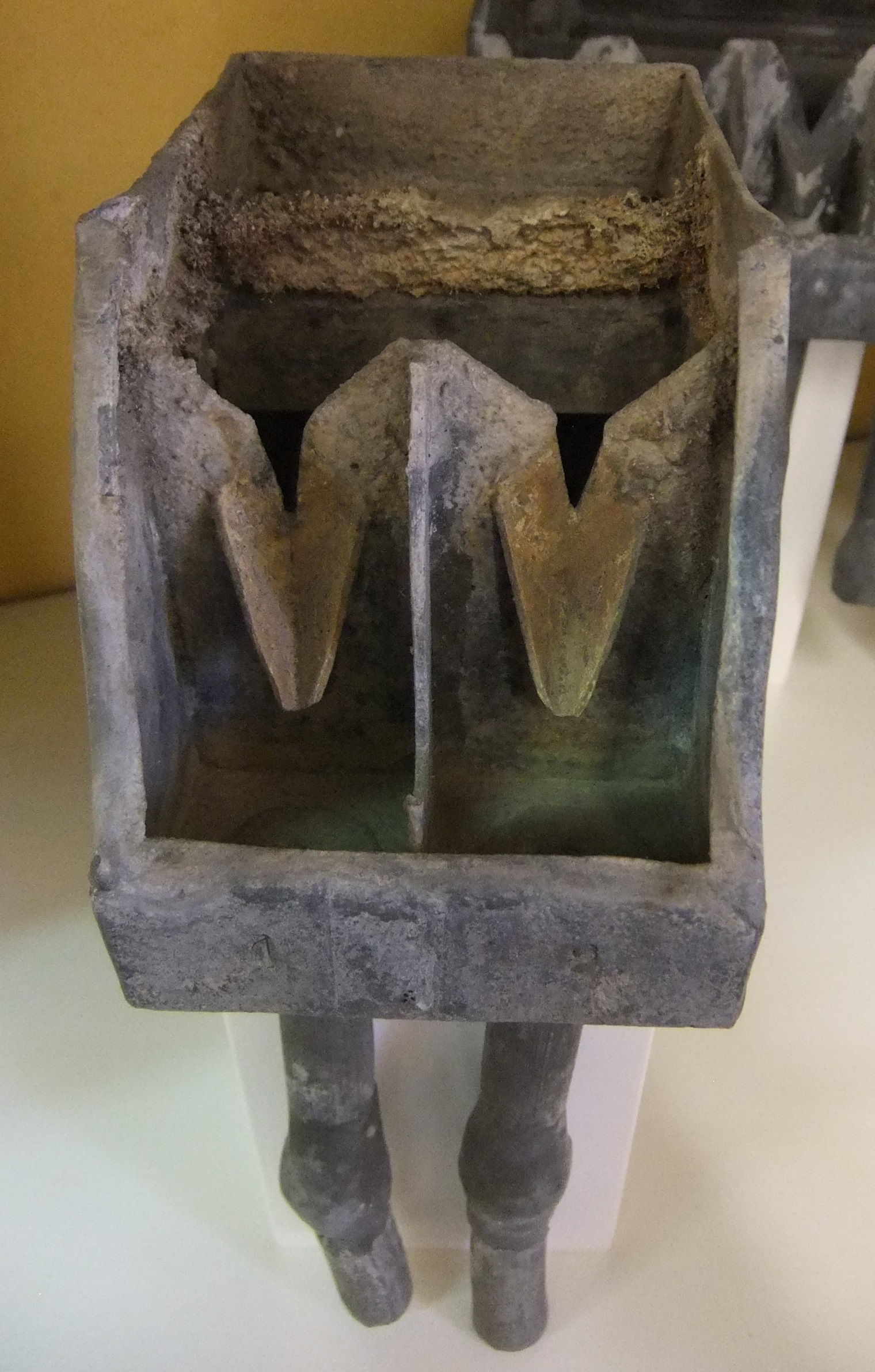
Repartidor d'aigua de dues sortides, conservat al Museu de la Mina Vella de Vilassar de Mar.
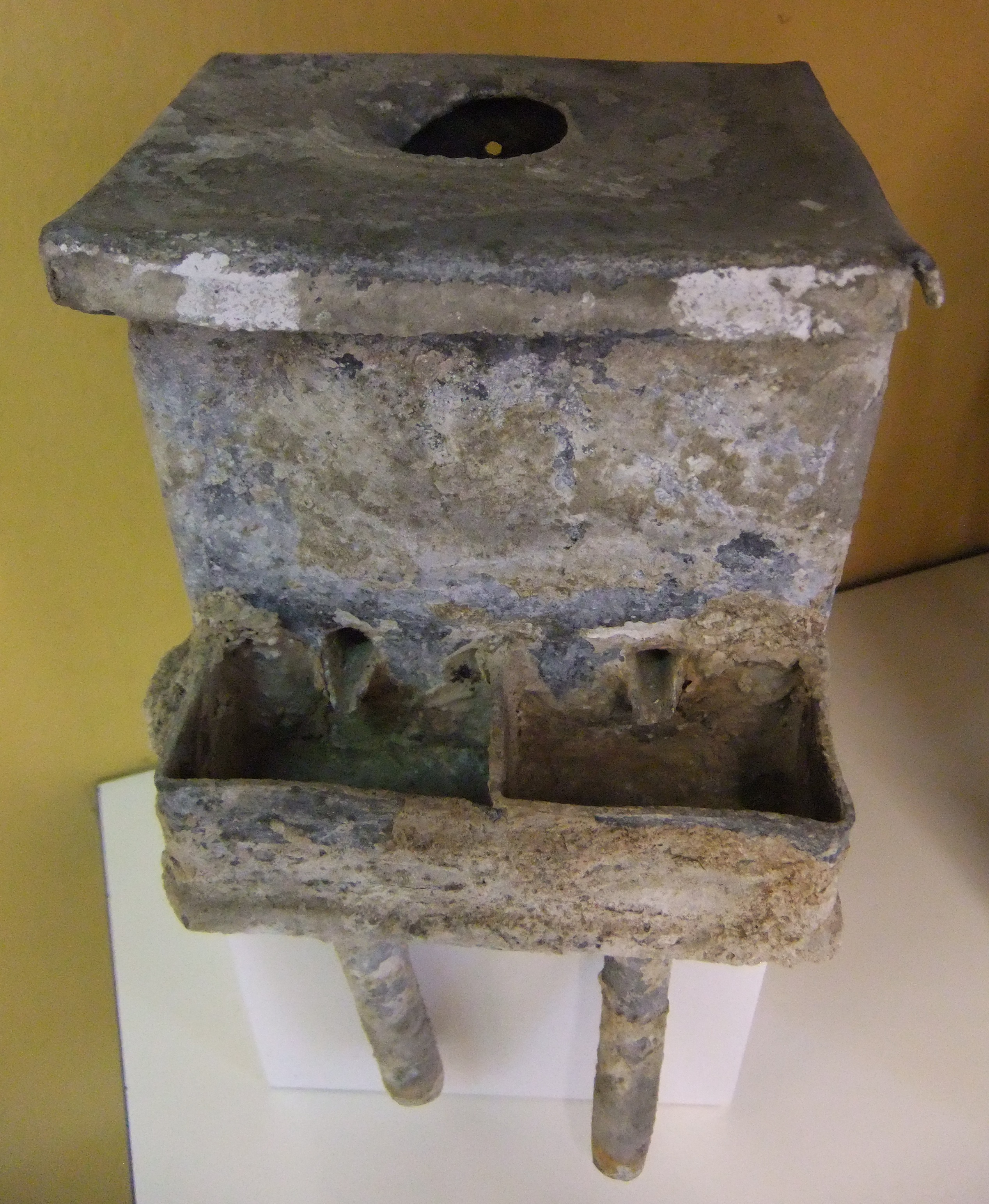
Repartidor d'aigua de dues sortides, conservat al Museu de la Mina Vella de Vilassar de Mar.

## Museus relacionats
- Col·lecció Gavarró de Vilanova del Camí
- Museu de la Mina Vella de Vilassar de Mar
- Museu Agbar de les Aigües de Cornellà de Llobregat
- Mina Museu del Masnou